# تكرار متباعد
التكرار المتباعد (بالإنجليزية: Spaced repetition)‏ هو تقنية تعليمية تتضمن فترات متزايدة من الوقت كفواصل بين المراجعة اللاحقة للمواد التي تمت دراستها سابقا من أجل استغلال تأثير التباعد النفسي. وتشمل الأسماء البديلة الاسترجاع المتباعد.
وعلى الرغم من أن هذا المبدأ مفيد في سياقات كثيرة، إلا أن  التكرار المتباعد يُطبَق عادة علي السياقات التي يجب أن يكتسب فيها المتعلم عددا كبيرا من العناصر ويحتفظ بها إلى أجل غير مسمى في الذاكرة. ولذلك، فهو مناسب تماما لمشكلة اكتساب المفردات في سياق تعلم اللغة الجديدة، ويرجع ذلك إلى حجم جرد اللغة الهدف من الكلمات الطبقة المفتوحة.